# 清美川梅之
清美川 梅之（きよみがわ うめゆき、1917年1月5日 - 1980年10月13日）は、秋田県平鹿郡十文字町（現在の横手市）出身で伊勢ヶ濱部屋所属の元大相撲力士、旧全日本プロレス所属の元プロレスラー。大相撲時代は、身長182cm、体重94kg。得意手は、左四つ、上手投げ、外掛け。最高位は、東前頭筆頭。
本名：佐藤 梅之助（さとう うめのすけ）。大相撲廃業後に入婿の形で結婚し、大橋 梅之助（おおはし うめのすけ）が本名となったが後に離婚、佐藤姓に戻している。

## 来歴

### 大相撲時代
同郷の幡瀬川を頼って伊勢ヶ濱部屋に入門し、1934年1月場所で初土俵を踏む。当初の四股名は薩摩川。早くから有望視されるとともに順調に出世し、四股名を清美川と改名。1938年1月場所に十両昇進、1940年5月場所に新入幕を果たした。1942年5月場所には、12日目に横綱・双葉山を外掛けで倒し金星を挙げた。また、1943年5月場所には、11勝4敗の成績で優勝旗手の栄誉に輝いている。
美男力士として人気があったが、家業を継ぐこともあり、1946年11月場所を最後に廃業した。

### プロレス時代
1953年にプロレスへ転向し、山口利夫とともに旧全日本プロレスを旗揚げ。1954年2月には力道山がシャープ兄弟を招聘して開催した日本プロレスの旗揚げシリーズに参加している。1955年からは木村政彦の国際プロレス団に移籍、翌1956年5月15日に木村とのコンビでラウル・ロメロ&ヤキ・ローチャを破り、中南米タッグ王座を獲得した。
団体消滅後は、メキシコ、南米、アフリカ、ヨーロッパなど世界各地を転戦。アメリカのNWAトライステート地区では、戦前に活躍した日本人レスラーのキラー・シクマこと志熊俊一にあやかり、トーゴー・シクマのリングネームで活動。1967年5月16日にはシャチ横内と組んでジャック・ブリスコ&ゴージャス・ジョージ・ジュニアから同地区認定のUSタッグ王座を奪取し、10月7日にダニー・ホッジ&スカンドル・アクバに敗れるまで保持した。戴冠中はホッジとルー・テーズのコンビとも何度となく対戦したという。
1970年に14年ぶりに帰国し、国際プロレスに参戦。以後、当時ホームリングとしていた欧州マットと国際プロレスのパイプ役を担い、マイティ井上や鶴見五郎をドイツのハノーバー・トーナメントにブッキングした。自身も同トーナメントにおいて、1966年、1970年、1973年と通算3回の優勝を果たしている（1970年はレネ・ラサルテスと同率優勝）。
1973年11月の帰国後はレフェリーに転向し、1974年3月19日に蔵前国技館で開催されたアントニオ猪木 vs ストロング小林戦（NWF世界ヘビー級選手権試合）を裁いている。また、全日本女子プロレスのコーチも引き受け、ジャッキー佐藤とマキ上田のビューティ・ペアをトレーニングした。
その後、全日本女子プロレスを引退・退団した阿蘇しのぶらを擁し、女子プロレス団体『ワールド女子プロレス』旗揚げを画策。旗揚げ戦のポスターに自身も登場するなどしたが、諸事情により旗揚げ前に頓挫している。
1980年10月13日、静岡県内にて脳卒中のため死去。63歳没。

## 得意技
- クロス・チョップ（弟子のシャチ横内、さらに上田馬之助へと受け継がれた）

## その他
離婚して家族とは別居していたが、プロレスラーとして長期海外転戦中の1957年4月2日、元妻に引き取られた当時12歳の長男が誘拐・殺害されている。

## 大相撲時代の成績

### 主な成績
- 通算成績：147勝139敗1分1預11休 勝率.514
- 幕内成績：72勝87敗1分10休 勝率.453
- 現役在位：25場所
- 幕内在位：13場所
- 金星：1個（双葉山1個）

#### 場所別成績
| 1934年 （昭和9年） | （前相撲）         | 西序ノ口8枚目 3–2      | x                        |
| 1935年 （昭和10年） | 西序二段12枚目 3–3 | 西序二段5枚目 4–2      | x                        |
| 1936年 （昭和11年） | 西三段目17枚目 5–1 | 西幕下25枚目 6–5       | x                        |
| 1937年 （昭和12年） | 西幕下18枚目 8–3   | 東幕下筆頭 9–4         | x                        |
| 1938年 （昭和13年） | 西十両5枚目 5–8    | 西十両11枚目 6–7       | x                        |
| 1939年 （昭和14年） | 西十両13枚目 7–6   | 西十両8枚目 8–7        | x                        |
| 1940年 （昭和15年） | 西十両筆頭 10–5    | 東前頭17枚目 7–8       | x                        |
| 1941年 （昭和16年） | 西前頭18枚目 6–9   | 西前頭20枚目 7–7 1分   | x                        |
| 1942年 （昭和17年） | 東前頭12枚目 9–6   | 西前頭2枚目 8–7 ★      | x                        |
| 1943年 （昭和18年） | 東前頭筆頭 2–13    | 西前頭14枚目 11–4 旗手 | x                        |
| 1944年 （昭和19年） | 東前頭5枚目 2–3–10 | 西前頭15枚目 6–4       | 西前頭12枚目 6–4         |
| 1945年 （昭和20年） | x                  | 東前頭6枚目 2–5        | 東前頭9枚目 3–7          |
| 1946年 （昭和21年） | x                  | x                      | 東前頭14枚目 引退 3–10–0 |
| 各欄の数字は、「勝ち-負け-休場」を示す。 優勝 引退 休場 十両 幕下 三賞：敢=敢闘賞、殊=殊勲賞、技=技能賞 その他：★=金星 番付階級：幕内 - 十両 - 幕下 - 三段目 - 序二段 - 序ノ口 幕内序列：横綱 - 大関 - 関脇 - 小結 - 前頭（「#数字」は各位内の序列） |                    |                        |                          |

### 幕内対戦成績
| 愛知山   | 0 | 2 | 青葉山     | 1 | 2    | 葦葉山 | 2 | 0  | 東冨士   | 1 | 1 |  |  |  |
| 綾若     | 2 | 2 | 有明       | 3 | 0    | 大岩山 | 1 | 0  | 大熊     | 0 | 1 |  |  |  |
| 大ノ海   | 1 | 2 | 海山(神風) | 0 | 4    | 笠置山 | 0 | 1  | 鹿嶋洋   | 1 | 2 |  |  |  |
| 柏戸     | 4 | 0 | 九州山     | 1 | 0    | 九ヶ錦 | 3 | 1  | 九州錦   | 0 | 1 |  |  |  |
| 高津山   | 2 | 1 | 琴錦       | 0 | 4    | 小松山 | 3 | 2  | 駒ノ里   | 2 | 0 |  |  |  |
| 佐賀ノ花 | 0 | 2 | 相模川     | 2 | 1    | 櫻錦   | 1 | 1  | 四海波   | 0 | 2 |  |  |  |
| 鯱ノ里   | 1 | 1 | 神東山     | 0 | 2    | 大邱山 | 2 | 0※ | 立田野   | 3 | 0 |  |  |  |
| 玉ノ海   | 1 | 1 | 鶴ヶ嶺     | 4 | 2    | 輝昇   | 1 | 3  | 出羽湊   | 0 | 1 |  |  |  |
| 十勝岩   | 0 | 1 | 十三錦     | 1 | 2    | 豊嶋   | 0 | 1  | 名寄岩   | 1 | 2 |  |  |  |
| 羽黒山   | 0 | 1 | 常陸海     | 1 | 0    | 藤ノ里 | 3 | 0  | 双子岩   | 0 | 1 |  |  |  |
| 二瀬川   | 2 | 3 | 双葉山     | 1 | 2(1) | 双見山 | 0 | 2  | 不動岩   | 0 | 2 |  |  |  |
| 前田山   | 0 | 2 | 増位山     | 0 | 2    | 松ノ里 | 3 | 1  | 松浦潟   | 1 | 2 |  |  |  |
| 三根山   | 0 | 3 | 緑國       | 1 | 0    | 緑嶋   | 1 | 1  | 陸奥ノ里 | 0 | 3 |  |  |  |
| 八方山   | 2 | 0 | 倭岩       | 1 | 1    | 大和錦 | 1 | 0  | 力道山   | 0 | 1 |  |  |  |
| 龍王山   | 1 | 0 | 両國       | 2 | 2    | 若潮   | 1 | 3  | 若港     | 3 | 0 |  |  |  |

※他に大邱山と引分が1つある。

## 改名歴
- 薩摩川（さつまがわ）1934年1月場所 - 1937年1月場所
- 清美川 梅之（きよみがわ うめゆき）1937年5月場所 - 1943年1月場所
- 清美川 安兵衛（きよみがわ やすべえ）1943年5月場所 - 1944年1月場所
- 清美川 梅之（きよみがわ うめゆき）1944年5月場所 - 1946年11月場所